# Groß Ippener
Groß Ippener település Németországban, azon belül Alsó-Szászország tartományban. Lakosainak száma 989 fő (2023. december 31.).

## Népesség
A település népességének változása:
| Lakosok száma | 996  | 1006 | 999  | 975  | 978  | 989  |
|               | 2016 | 2017 | 2019 | 2021 | 2022 | 2023 |